# Jenő Kalmár
Jenő Kalmár, també conegut com a János Kalmar o Kálmár Jenő, (Mocsolád, 21 de març de 1908 - Màlaga, 13 de gener de 1990) fou un futbolista hongarès dels anys 1930 i posteriorment entrenador.

## Trajectòria
Començà a jugar a l'MTK Hungária FC de Budapest. En aquest club fou màxim golejador la temporada 1928-29 amb 20 gols. Durant aquests anys també fou internacional amb la selecció d'Hongria. Posteriorment marxà a França on jugà amb diversos clubs, entre ell l'Stade de Reims.
A partir de la dècada de 1950 inicià la seva època d'entrenador. Començà al gran Honvéd, un equip que aquells anys comptava amb homes com Ferenc Puskás, Zoltán Czibor, Sándor Kocsis, József Bozsik, László Budai, Gyula Lóránt i Gyula Grosics. Amb aquest equip guanyà quatre lligues hongareses. A més, fou assistent de Gusztáv Sebes a la gran selecció hongaresa dels anys 50, a la qual hi jugaven el mateixos jugadors que ell tenia a l'Honved.
Després de la revolució hongaresa de 1956, Kálmár juntament amb jugadors com Puskás, Czibor i Kocsis marxà a Espanya, on entrenà diversos clubs. Destacà al Granada CF, club al que portà a la final de la Copa del 1959, on fou derrotat pel FC Barcelona de Kocsis per 4 a 1. Fou entrenador del RCD Espanyol entre 1966 i 68, club al qual portà a la tercera posició de la lliga el 1967 comandant l'equip dels cinc dofins. A més assolí dos ascensos amb el CD Málaga durant els anys 1970.

## Palmarès

### Com entrenador
Honvéd
- 4 Lliga hongaresa de futbol:
  - 1950, 1952, 1954, 1955